# Țigănași
Țigănași is een Roemeense gemeente in het district Iași.
Țigănași telt 4423 inwoners.